# Trivulzio (Adelsgeschlecht)

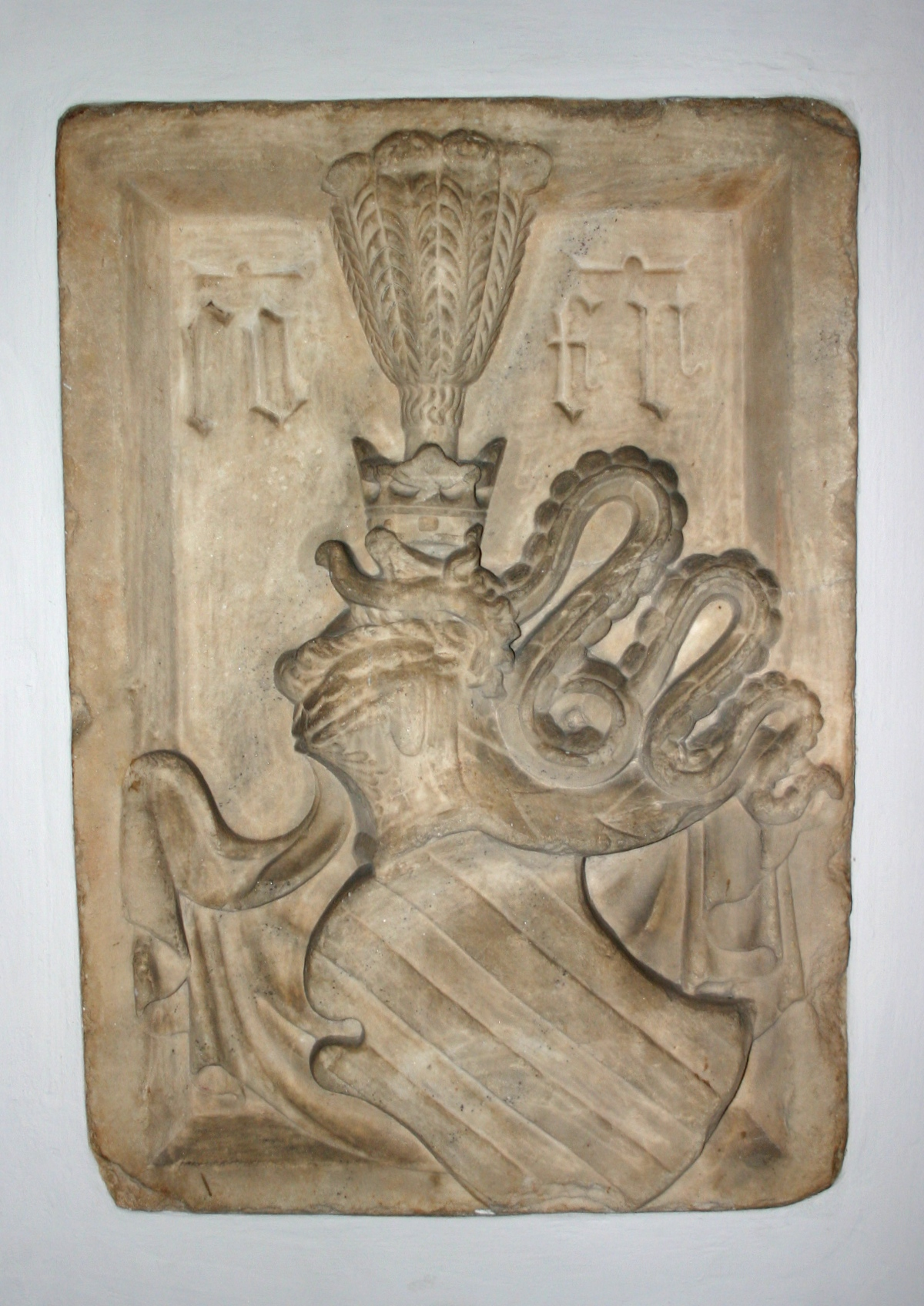
Relief des Stammwappens der Trivulzio (Mailand, Palazzo Trivulzio)

Die Trivulzio sind ein italienisches Adelsgeschlecht aus Mailand und der Lombardei, das vor allem in der zweiten Hälfte des 16. Jahrhunderts von Bedeutung war.

Die Farben des Hauses Trivulzio

Sie stammen aus dem Ort Trivolzio in der heutigen Provinz Parma und treten erstmals im 11. Jahrhundert auf, zur Zeit der Sforza, zu denen Unterstützern sie zählten, aber auch die Seiten wechselten, als einige Mitglieder in französische Dienste traten. Die Familie hielt zahlreiche Lehen wie Melzo, Borgomanero, Retegno, Casteldidone, Vigevano, Mesocco, Cologno, Omate etc.
Zur Familie gehören fünf Kardinäle, drei Reichsfürsten, ein Marschall von Frankreich, eine Fürstin von Monaco, sowie aus späterer Zeit die Freiheitskämpferin Cristina Trivulzio Belgiojoso (1808–1871).

## Stammliste (Auszug)

### Die Linien Casteldidone, Borgomanero, Vespolate und Formigara
1. Gian Giacomo Trivulzio; ⚭ Antonia Fagnani
  1. Giacomello Trivulzio, † 1465, Botschafter in Neapel, Rom und Savoyen; ⚭ Isabella Conti
    1. Erasmo Trivulzio, † 1513, Signore di Casteldidone; ⚭ Veronica Cavalcabò, Tochter von Marchese Giovanni Cavalcabò und Lucia Anguissola
      1. Giacomo Trivulzio, † 1536, Signore di Casteldidone; ⚭ Bianca Borromeo, Tochter von Giovanni Borromeo, Conte di Arona, und Maria Cleofe Pio dei Conti di Carpi

  2. Pietro Trivulzio, † 1473; ⚭ Laura Bossi, Tochter von Teodoro Bossi
    1. Luigi Trivulzio, † 1508, Cosignore di Borgomanero; ⚭ Lucrezia Visconti
    2. Giovanni Trivulzio, † 1508, Cosignore di Borgomanero; ⚭ Angiola Martinengo, Tochter von Conte Agostino Martinengo
      1. Pietro Trivulzio, † 1522, Administrator von Reggio Calabria
      2. Pomponio Trivulzio, 1532–1536 Gouverneur von Lyon
      3. Filippo Trivulzio, † 1543, Erzbischof von Ragusa
      4. Paolo Camillo Trivulzio, † 1528, Duca di Boiano, Conte di Borgomanero
        1. Giustina Trivulzio; ⚭ 1533 Sigismondo d’Este, Signore di San Martino in Rio
        2. Domitilla; ⚭ 1542 Marchese Ermes Bentivoglio
        3. Giovanni, * 1526, † 1549, 2. Duca di Boiano; ⚭ Laura Gonzaga, Tochter von Sigismondo Gonzaga di Vescovato

      5. Agostino Trivulzio, * um 1485, † 1548, Kardinal

    3. Antonio Trivulzio, seniore, * 1449, † 1508, Bischof von Como, Kardinal
    4. Teodoro Trivulzio, * 1454, † 1532, Marchese di Pizzighettone; ⚭ Bona Bevilacqua, Marchesa di Maleo, Tochter von Conte Galeotto, 1. Marchese di Melo
      1. Giulia; ⚭ Gian Francesco Trivulzio di Vigevano (siehe unten)

  3. Antonio Trivulzio, † 1454; ⚭ Francesca Visconti Aicardi, Tochter von Domenico Visconti Aicardi
    1. Gian Giacomo Trivulzio, il Grande (frz. Jacques de Trivulce), * 1440/1 oder 1448, † 1518, 1. Marchese di Vigevano, Marschall von Frankreich; ⚭ (1) Margherita Colleoni, Tochter von Nicolino Colleoni; ⚭ (2) Beatrice d’Avalos d’Aquino, Tochter von Iñigo d’Avalos, 1. Conte di Monteodorisio, und Antonella d’Aquino, Marchesa di Pescara
      1. (1) Gian Niccolò Trivulzio, * 1479, † 1512, 2. Marchese di Vigevano, Conte di Musocco; ⚭ Paola Gonzaga di Castiglione, Tochter von Rodolfo Gonzaga und Caterina Pico della Mirandola
        1. Gian Francesco Trivulzio, * 1509, † 1573, 3. Marchese di Vigevano; ⚭ Giulia Trivulzio (siehe oben)
          1. Gian Giacomo Trivulzio, † 1567; ⚭ Antonia d’Avalos d’Aquino d’Aragona, Tochter von Alfonso, 1. Principe di Montesarchio, und Maria d’Aragona dei Duchi di Montalto
          2. (unehelich, legitimiert) Niccolò Trivulzio, † 1599, 1. Conte di Vespolate; ⚭ Girolama Doria – Nachkommen: Conti di Vespolate

    2. Gian Fermo Trivulzio, † 1491; ⚭ Margherita Valperga, Tochter von Giacomo Valperga, Conte di Masino – Nachkommen siehe unten
    3. Ranieri Trivulzio (genannt Renato), † 1498, 1. Signore di Formigara; ⚭ (1) Luchina Visconti; ⚭ (2) Taddea Torelli – Nachkommen: Signori di Formigara

  4. Michele Trivulzio, Dottore collegiato

### Die Linien Melzo und Sesto
1. Gian Fermo Trivulzio, † 1491; ⚭ Margherita Valperga, Tochter von Giacomo Valperga, Conte di Masino – Vorfahren siehe oben
  1. Antonio Trivulzio, † 1519, Bischof von Como, Bischof von Piacenza und Bischof von Asti
  2. Giorgio Trivulzio, † 1512; ⚭ Caterina Trivulzio, Tochter von Agostino Trivulzio
    1. Gian Fermo Trivulzio, * 1501, † 1556, 1. Conte di Melzo; ⚭ (1) Bianca Cavazzi, Tochter von Girolamo Conte della Somaglia; ⚭ (2) Caterina Landi, Tochter von Marcantonio Landi, Conte della Val di Taro  – Nachkommen: Conti, später Marchesi di Melzo, Principi della Val Mesolcina
    2. (unehelich) Cesare Trivulzio, † 1548, Bischof von Como

  3. Scaramuccia Trivulzio, * um 1465, † 1527, Bischof von Como und Piacenza, Kardinal
  4. Alessandro Trivulzio, † 1521, Conte di Melzo e Musocco, Condottiero; ⚭ Ludovica Gallarati
  5. Girolamo Teodoro Trivulzio, † 1524; ⚭ Antonia Fiorbellina Barbiano di Belgioioso, Tochter von Carlo Barbiano, Conte di Belgioioso, und Caterina Visconti di Saliceto
    1. Catalano Trivulzio, † 1559, Bischof von Piacenza
    2. Antonio Trivulzio, iuniore, * 1514, † 1559, Administrator von Toulon, Kardinal
    3. Gian Giacomo Teodoro Trivulzio, † 1577; ⚭ (1) Laura Gonzaga di Vescovato, Tochter von Sigismondo Gonzaga di Vescovato; ⚭ (2) Ottavia Marliani, Tochter von Pietro Antonio Marliani, Conte di Busto Arsizio, und Cornelia Rainoldi
      1. (2) Carlo Emanuele Teodoro Trivulzio, * 1565, † 1609, Conte di Melzo e Musocco, Condottiero; ⚭ Caterina Gonzaga, * 1574, † 1615?, Tochter von Alfonso Gonzaga, 2. Marchese di Castel Goffredo, Enkelin von Luigi Alessandro Gonzaga di Castiglione, und Ippolita Maggi
        1. Giangiacomo Teodoro Trivulzio, * 1596/97, † 1656, Reichsfürst, Principe di Musocco e Valle Misolcina, 1629 Kardinal; ⚭ 1615 Giovanna Maria Grimaldi, † 1620, Tochter von Ercole Grimaldi, Signore di Monaco, und Maria Landi dei Principe di Val di Taro
          1. Ottavia Trivulzio, * 1618; ⚭ Tolomeo II. Gallio, 4. Duca d’Alvito - Nachkommen: die Reichfürsten aus dem Haus Gallio
          2. Ercole Teodoro Trivulzio, * 1620, 2. Reichsfürst, Principe di Musocco e Valle Misolcina, 1649 spanischer Botschafter in Rom, 1634 Ritter im Orden vom Goldenen Vlies (Nr. 387); ⚭ Orsina Sforza, Tochter von Giampaolo II., 5. Marchese di Caravaggio
            1. Antonio Teodoro Trivulzio, † 1678, 3. Reichsfürst, Principe di Musocco e Valle Misolcina, 1664 Ritter im Orden von Goldenen Vlies (Nr. 461); ⚭ Maria Josefa Teresa Vélez de Guevara, Tochter von Íñigo Vélez de Guevara, Conde de Oñate, Grande von Spanien
            2. Anna Maria Trivulzio, † 1730; ⚭ 1670 Giuseppe Serra, 1. Duca di Cassano
            3. Caterina Trivulzio, * 1657, † 1724; ⚭ Giuseppe d’Ayerba d’Aragona, 2. Principe di Cassano

        2. Ippolita Trivulzio, * 1600, † 1638; ⚭ Honoré II., * 1597, † 1662, 1604 Fürst von Monaco (Grimaldi)

      2. (unehelich, legitimiert) Paolo Alessandro Trivulzio, † 1589; ⚭ (1) Anna Savelli, Tochter von Giorgio Savelli; ⚭ (2) Sulpizia Della Torre Rezzonico
        1. Giorgio Teodoro Trivulzio, * 1585, † 1648; ⚭ Gabriella de’ Lazzari, Tochter von Michelangelo de’ Lazzari
          1. Alessandro Teodoro Trivulzio, * 1616, † 1693, 1. Marchese di Sesto; ⚭ (1) Brigida Maria Secco d’Aragona, Tochter von Conte Alessandro Secco d’Aragona; ⚭ (2) Violante Visconti, Tochter von Ludovico Visconti di Massino – Nachkommen: Marchesi di Sesto Ulteriano, Principi di Musocco